# 陈炳兆
陈炳兆（1911年2月12日—1988年12月16日） ，男，祖籍广东香山县河头埔村（今属珠海市香洲区唐家湾镇），中国物理冶金和金属材料学家。

## 生平
清朝宣统三年正月十四日（1911年2月12日）陈炳兆出生于直隶唐山（今河北唐山市）。1937年毕业于国立北洋工学院矿冶系。毕业后在云南、广西等地矿业、钢铁业工作，期间至贵州大学任教，后被选为经济部矿冶研究所技正。
1947年公费至美国留学，先后取得科罗拉多矿学院（Colorado School of Mines）冶金工程硕士、密苏里大学冶金系博士学位。之后留美工作。
陈炳兆于1955年10月回国，次年任中国科学院冶金陶瓷研究所研究员。领导研制出中国航天工程上急需的软磁、硬磁、弹性及应变材料。
1980年代初，陈炳兆领导成功研制钛铁锰（TiFeMn）合金制备超纯氢的方法和装置。该装置可将工业氢快速提纯为超纯氢，此技术在1985年获“中国科学院科学技术进步奖”。